# Amt Geest und Marsch Südholstein
Het Amt Geest und Marsch Südholstein is een Amt in de Duitse deelstaat Sleeswijk-Holstein. Het omvat tien gemeenten in de Kreis Pinneberg. Het bestuur voor het Amt is gevestigd in  Moorrege. Het ontstond op 1 januari 2017 door de fusie van de voormalige amten Haseldorf en Moorrege.

## Deelnemende gemeenten
1. Appen
2. Groß Nordende
3. Haselau
4. Haseldorf
5. Heidgraben
6. Heist
7. Hetlingen
8. Holm
9. Moorrege*
10. Neuendeich